# Xenogenesis
De Xenogenesis-trilogie is een drietal sciencefiction-romans van de hand van Octavia E. Butler.

## Fictionele wereld
Het verhaal speelt zich af op aarde, in de niet te verre toekomst. De mensheid heeft zichzelf vernietigd in een grote oorlog, en buitenaardse intelligente wezens proberen te redden wat er te redden valt. Zij vinden nog wat personen en weten deze te repareren.
Deze Oankali zijn gefocust op genetisch materiaal, en ontwerpen elke volgende generatie zorgvuldig. Soms lijkt deze volgende generatie sterk op de ouders, en soms helemaal niet, afhankelijk van wat er nodig is. De Oankali zijn voortdurend, en dwangmatig, op zoek naar nieuw genetisch materiaal in de hoop op continue voortuitgang. Zij constateren dat mensen een fascinerende gave te bieden hebben: kanker. Helaas heeft de mensheid twee eigenschappen die niet met elkaar te verenigen zijn: mensen zijn intelligent, maar ook hiërarchisch (mensen zijn kuddedieren). Zodoende was zelfvernietiging onvermijdelijk, en blijft dat ook.

### Technologie
Het medium van de Oankali is genetica: alle technologie is levend. Zo zijn hun ruimteschepen levende wezens. Ook bij het modificeren van genen komt geen apparaat te pas: dit gebeurt in een gespecialiseerde Oankali.

## Titels
- Dawn (1987)
- Adulthood Rites (1988)
- Imago (1989)

De boeken werden uitgegeven door Warner Books (paperback: Aspect Science Fiction) in de VS en door Victor Gollancz Ltd (paperback: VGSF) in het VK. De hele trilogie is heruitgegeven in gebundelde vorm, eerst als Xenogenesis (1989), en later als Lilith's Brood (2000).

## Algemene karakteristieken
Het verhaal wordt verteld vanuit één gezichtspunt: in het eerste boek een vrouw, Lilith, in het tweede en derde boek is dat een van haar kinderen (per boek een ander kind). In de eerste twee boeken in de derde persoon; in het derde in de eerste persoon.
Het verhaal focust zich op het verzet tegen de Oankali, en de toekomst, in de eerste plaats binnen Lilith en later met de andere overgebleven mensen. Sommige van hen (mogen) ontsnappen en proberen een puur menselijke beschaving te herbouwen. Ondertussen bouwen de Oankali voort aan de toekomst zoals zij die voor zich zien en proberen daar de mensen bij te betrekken. Zij moeten daarbij niet alleen omgaan met de beperkingen van mensen, maar ook die van Oankali.

## Geschiedenis
Butler heeft aangegeven dat ze de serie begonnen is als reactie op de uitlatingen van  het Reagan-regime over kernwapens en 'winbare kernoorlogen': hoe konden zoveel mensen meegaan in zulke dubieuze verhalen?
De serie is populair in de sociale wetenschappen, waar velen die bezig zijn met een of ander thema dat thema weten te herkennen in deze boeken en daar een wetenschappelijke studie over publiceren.

## Noot
Er is geen verband met de film Xenogenesis (1978).